# AirPort
AirPort was een serie routers en netwerkkaarten van het Amerikaanse elektronicabedrijf Apple. In Japan werden de producten op de markt gebracht als AirMac omdat het Japanse bedrijf voor computeronderdelen I-O Data deze naam al in beheer had.

## Geschiedenis
In 1999 lanceerde Apple gelijktijdig met de nieuwe iBook-modellen haar nieuwe netwerktechnologie AirPort. AirPort is ontwikkeld in samenwerking met het bedrijf Lucent Technologies.
Hoewel AirPort- en AirPort Extreme-kaarten alleen beschikbaar zijn voor Apple Macintosh-computers, zijn de AirPort-basisstations en AirPort-kaarten volledig compatibel met andere niet-Apple-basisstations en draadloze kaarten (zolang deze gebruikmaken van de IEEE 802.11-standaard).
Alle computers van Apple zijn op dit moment standaard uitgerust met een AirPort Extreme-kaart die de verbinding tussen een AirPort (Extreme)-basisstation en AirPort Express mogelijk maakt. Alle moderne Macs hebben sleuven voor deze kaarten. AirPort- en AirPort Extreme-kaarten zijn niet fysiek compatibel: een AirPort-kaart past niet in een AirPort Extreme-sleuf en andersom. De verkoop van de AirPort-kaart is gestopt in juni 2004.
Een AirPort-basisstation wordt gebruikt om een AirPort-geschikte computer te verbinden met het internet, elkaar, een "wired LAN" en/of andere apparaten.

### Einde productie
In april 2018 bevestigde Apple dat het stopt met de productie van AirPort-routers. Hieronder vallen de Express, Extreme en Time Capsule. Hoewel Apple geen specifieke reden heeft gegeven zijn draadloze routers na bijna twee decennia een commodity geworden.

## Routers

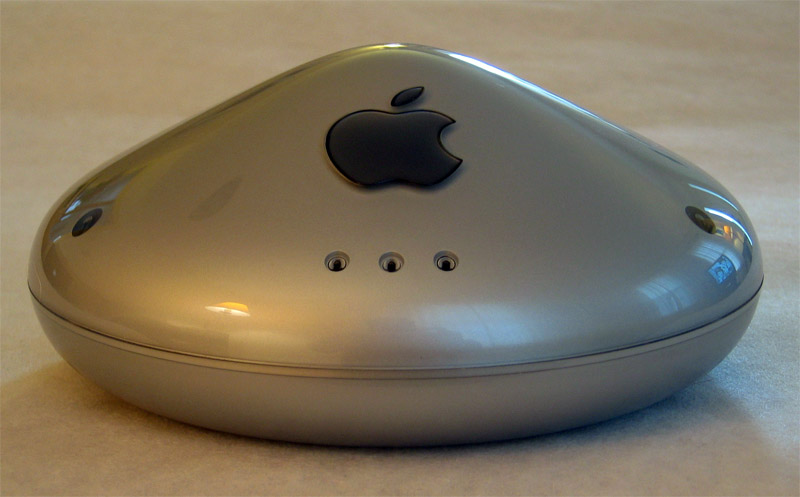
Het eerste basisstation onder de naam AirPort, ook wel bekend als Graphite.

### AirPort
In juli 1999 werd het eerste AirPort-basisstation geïntroduceerd (ook bekend als Graphite) Met het AirPort-basisstation konden snelheden tot 11 Mb/s (megabits per seconden) worden behaald.
In november 2001 lanceerde Apple haar nieuwe AirPort-basisstation (ook bekend als Snow of Dual Ethernet), deze maakte het mogelijk om tot 50 verbindingen te maken, had een 128 bits-encryptie en ondersteunde Windows-computers. Ook was dit basisstation uitgerust met een WAN-poort voor DSL-routing.

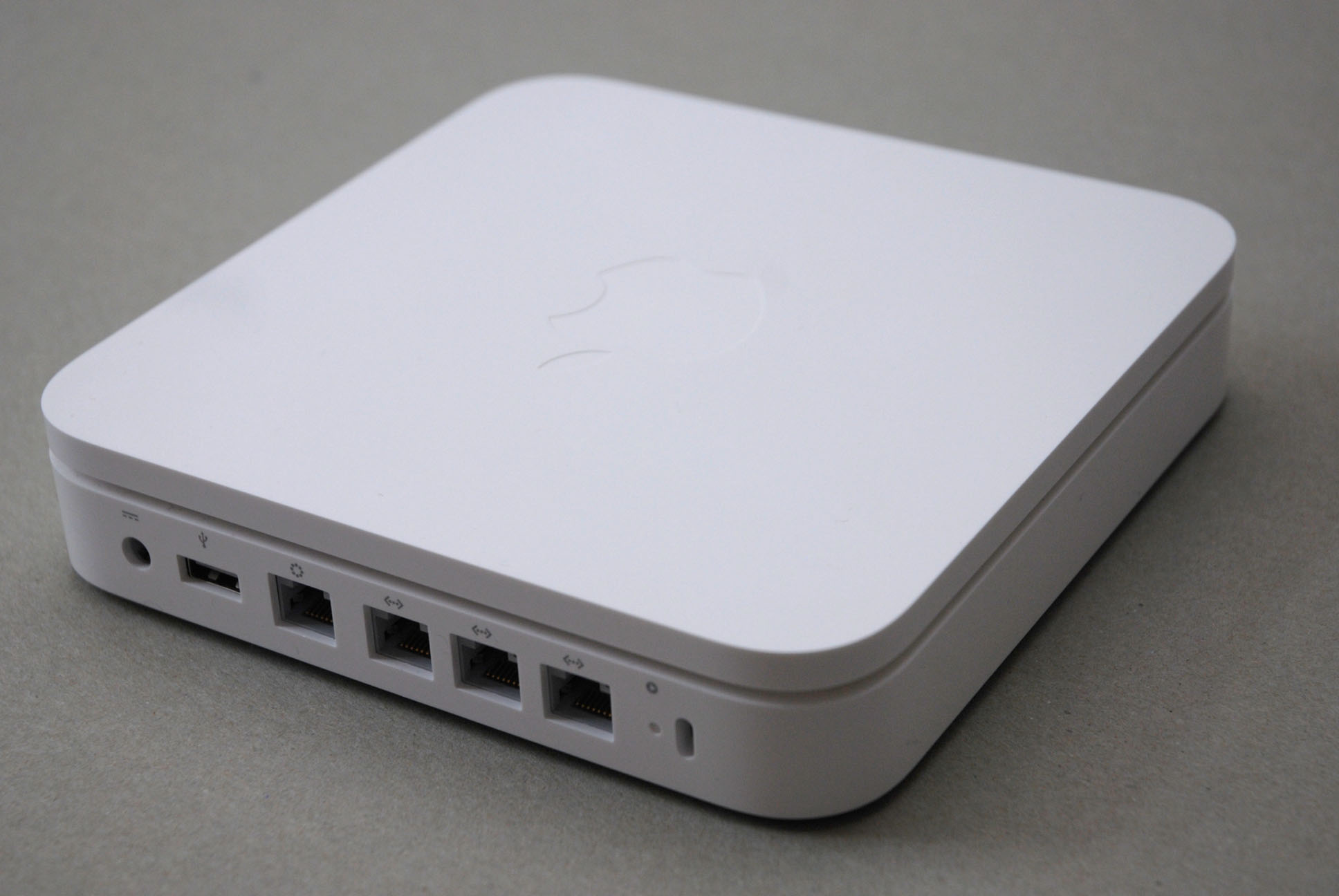
Een AirPort Extreme uit 2007.

### AirPort Extreme
In januari 2003 werd AirPort Extreme geïntroduceerd. Met het AirPort Extreme-basisstation werd het mogelijk om draadloos te printen via een USB-aansluiting op het station. Het basisstation had dezelfde vorm als de Graphite-versie maar was wit. De AirPort Extreme-kaarten werden geïntroduceerd in de 12- en 17-inch PowerBook G4-modellen. Kaart en basisstation waren compatibel met de 802.11g-norm en konden data overseinen met snelheden tot 54 Mb/s.
In januari 2007 werd een geheel nieuwe versie van AirPort Extreme geïntroduceerd. Volgens Apple voldoet de nieuwe versie aan de concept-norm 802.11n, hetgeen tot 5× hogere snelheden inhoudt en een groter bereik. De USB-aansluiting van het basisstation zou ook gebruikt kunnen worden om een externe harde schijf aan te sluiten of een USB-printer. Dit model heeft drie LAN-aansluitingen; eerdere modellen een.

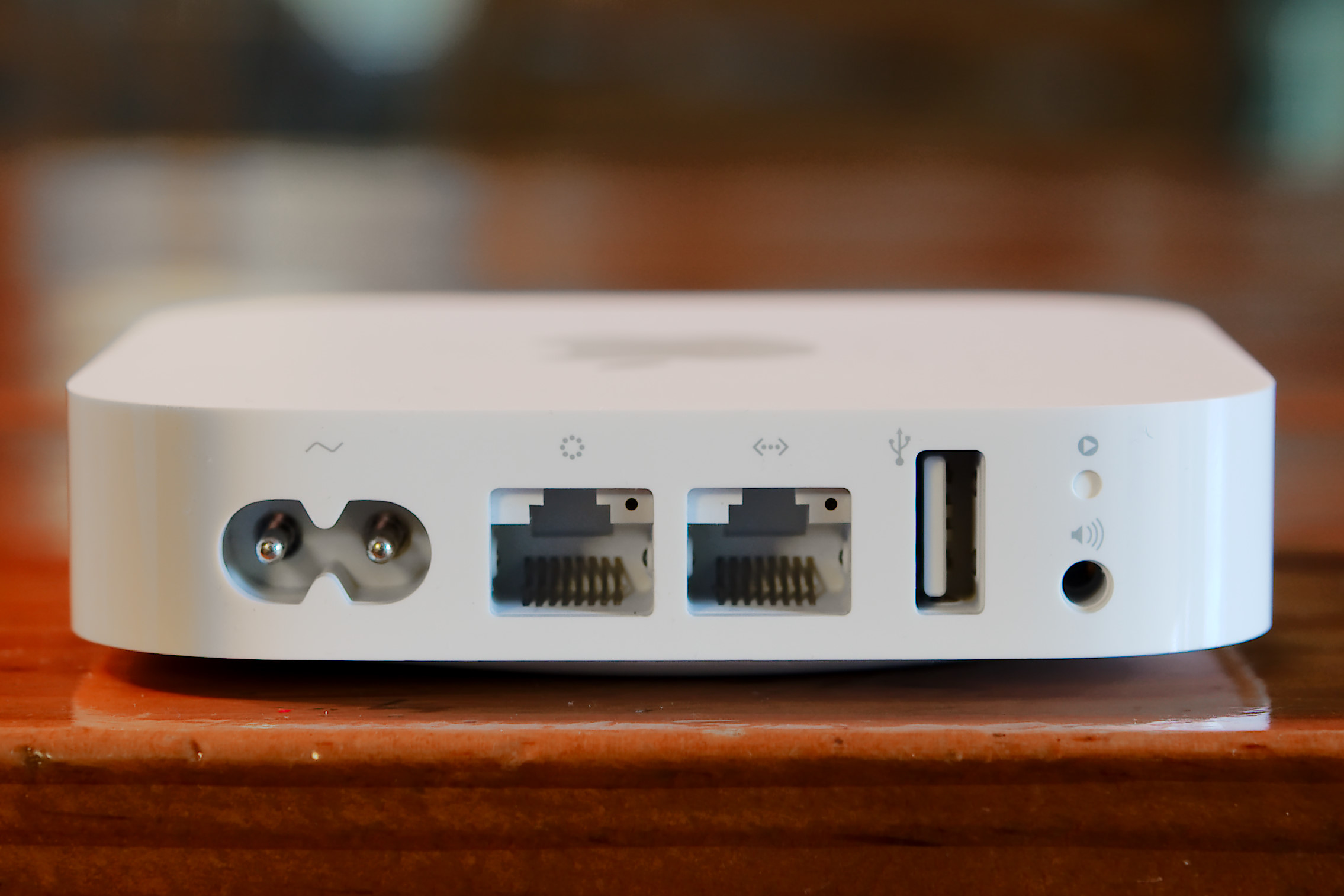
Achterkant van een AirPort Express uit 2012.

### AirPort Express
De AirPort Express werd in juni 2004 als aanvulling op de AirPort Extreme geïntroduceerd en is een versimpeld basisstation met een USB-poort voor draadloos printen, een ethernetpoort en een analoge/optische audioaansluiting, waarmee gebruikgemaakt kan worden van AirPlay (voorheen genaamd AirTunes). AirPlay maakt het mogelijk om met een AirPort geschikte computer en het muziekprogramma iTunes muziek te streamen naar een stereoinstallatie (maximaal 3 verschillende).
De AirPort Express kan ook gebruikt worden om het bereik van een al bestaand AirPort Extreme-netwerk te vergroten. Hierbij behoudt de AirPort Express dezelfde functies.

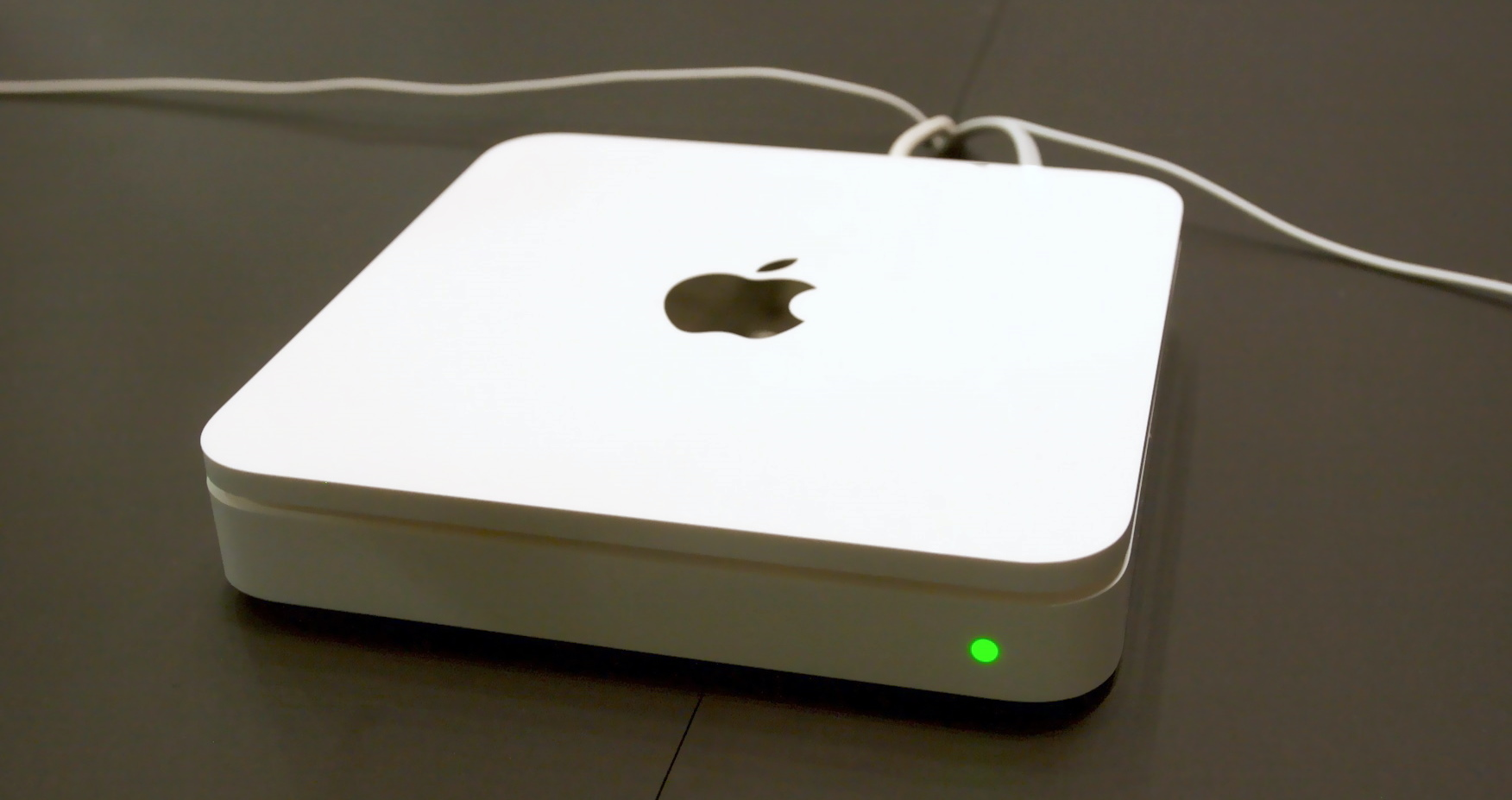
Een eerdere generatie Time Capsule.

### AirPort Time Capsule
De AirPort Time Capsule (ook wel bekend als alleen Time Capsule) is een combinatie van een NAS en een router en is speciaal ontworpen voor het maken van back-ups met de Time Machine-software. De vijfde en meest recente generatie werd uitgebracht in juni 2013.